# Świerklaniec
Świerklaniec (niem. Neudeck) – wieś w Polsce, położona w województwie śląskim, w powiecie tarnogórskim, w gminie Świerklaniec. Siedziba gminy Świerklaniec oraz sołectwa Świerklaniec. Wieś gminna została utworzona 1 października 1924 r. ze zlikwidowanego obszaru dworskiego Świerklaniec. Zasadniczą część siedliska wsi Świerklaniec stanowi dawna wieś Stare Chechło.
W latach 1975–1998 wieś należała administracyjnie do województwa katowickiego.

## Demografia
Dane z 31 grudnia 2021 roku
| Opis      | Ogółem | Ogółem | Kobiety | Kobiety | Mężczyźni | Mężczyźni |
| --------- | ------ | ------ | ------- | ------- | --------- | --------- |
| jednostka | osób   | %      | osób    | %       | osób      | %         |
| populacja | 4250   | 100    | 2225    | 52,4%   | 2025      | 47,6%     |

Miejscowość zamieszkuje 34,0% mieszkańców gminy Świerklaniec

## Historyczny podział administracyjny
W skład wsi Świerklaniec wchodzą miejscowości:
- z dawnego obszaru dworskiego Świerklaniec (uznawane do dziś jako odrębne miejscowości)

1. Bizja (niem. Bisia, zabudowania nadgraniczne obszaru dworskiego Świerklaniec),
2. Ostrożnica (niem. Ostrosnitza, zabudowania obszaru dworskiego Świerklaniec),
3. Świerklaniec (niem. Neudeck, zamek i obszar dworski z dworem, folwarkiem i leśniczówką, od 1924 r. wieś),

- dawna gmina wiejska Stare Chechło (w całości wcielona do wsi Świerklaniec)

1. Stare Chechło (niem. Alt-Chechlau, wieś, jej oś stanowi ul. Główna),
2. Żabieniec (niem. Zabinietz, część Starego Chechła).

## Integralne części wsi
| SIMC    | Nazwa      | Rodzaj    |
| ------- | ---------- | --------- |
| 0222249 | Bizja      | część wsi |
| 0222255 | Ostrożnica | część wsi |

## Położenie
Świerklaniec jest położony na obszarze Garbu Tarnogórskiego, w rejonie przecięcia doliny rzeki Brynicy. Historycznie leży w większości na Górnym Śląsku, jedynie niezamieszkane wschodnie brzegi Zbiornika Kozłowa Góra należą do Małopolski.

## Rekreacja
Według NID na obszarze wsi znajduje się 20 zabytkowych obiektów wpisanych do rejestru zabytków.
Główną atrakcją jest park w Świerklańcu, który ma powierzchnię 154 ha. Znajduje się w nim m.in. Pałac Kawalera oraz Kościół Dobrego Pasterza z mauzoleum. Dawniej mieściła się tu posiadłość rodu Henckel von Donnersmarcków wraz z nieistniejącym Małym Wersalem. W miejscu pałacu znajdują się alejki parkowe wraz z rzeźbami Emanuela Frémieta „Trzy Nimfy”, które dawniej stały przed wejściem do pałacu. Znajdują się tu również ruiny dawnego zamku piastowskiego.
W pobliżu Świerklańca znajduje się zbiornik wodny Kozłowa Góra oraz zalew w Chechle.

## Nazwa
Nazwa Świerklaniec (zapis Schwierklinietz 1507) pochodzi od śl. gwarowej formy świerkla = świerk. Jest to nazwa topograficzna.
43% gminy zajmują lasy. Jednym z najbardziej znanych kompleksów leśnych jest park Świerklaniecki. Występują tam 120-letnie dęby, sosny wejmutki i wiele cennych gatunków drzew.

## Zabytki
istniejące
- Pałac Kawalera
- Kościół Dobrego Pasterza,
- Park w Świerklańcu.
- Rzeźby Emanuela Fremieta „Trzy Nimfy”

nieistniejące
- Pałac w Świerklańcu wybudowany na polecenie Guida von Donnersmarcka w prezencie dla jego żony Blanki de Paivy, popularnie zwany Śląskim lub Małym Wersalem, spalony w 1945 r.
- Zamek piastowski w Świerklańcu, spalony w 1945 r.

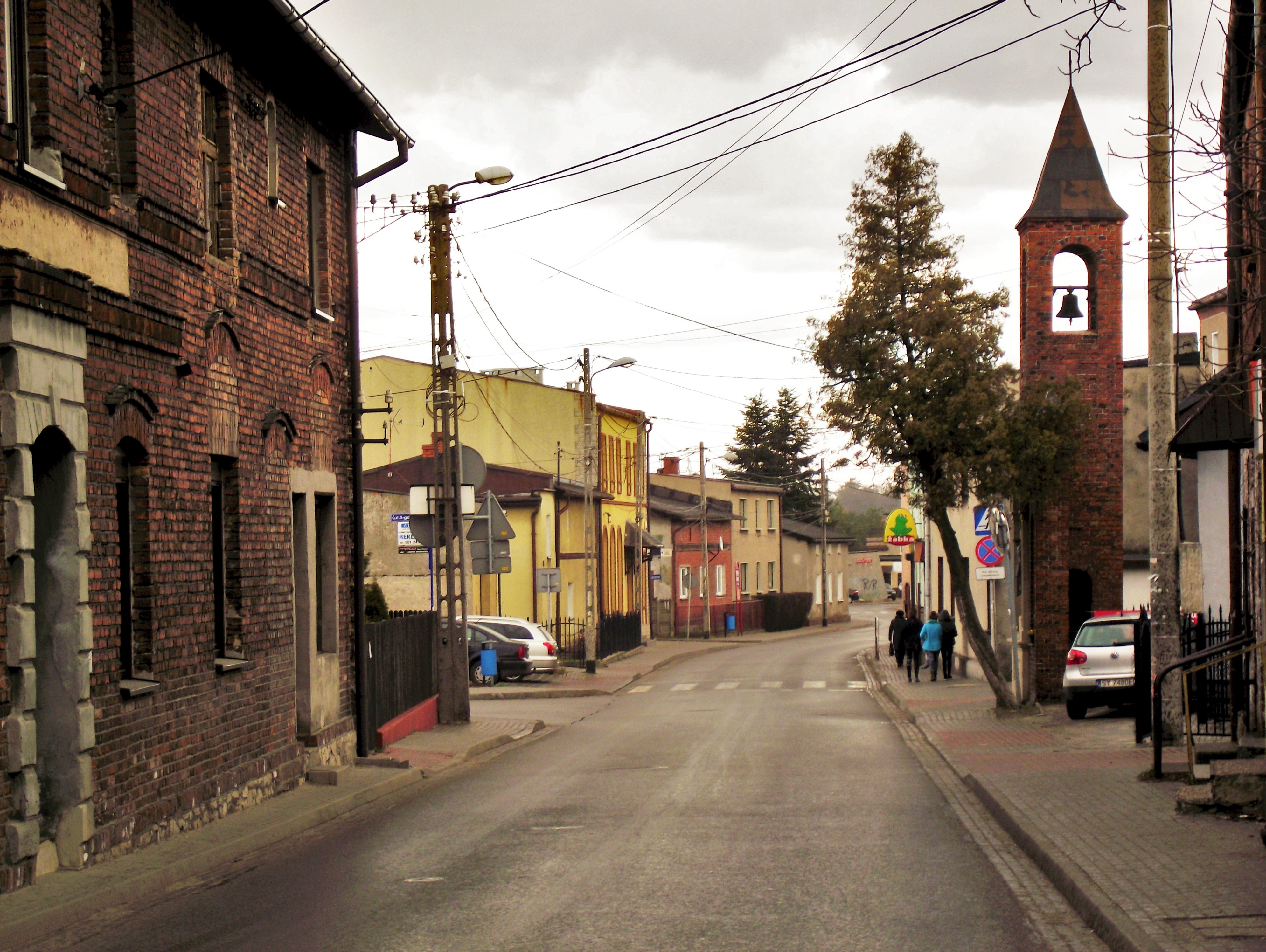
Ulica Główna w Świerklańcu
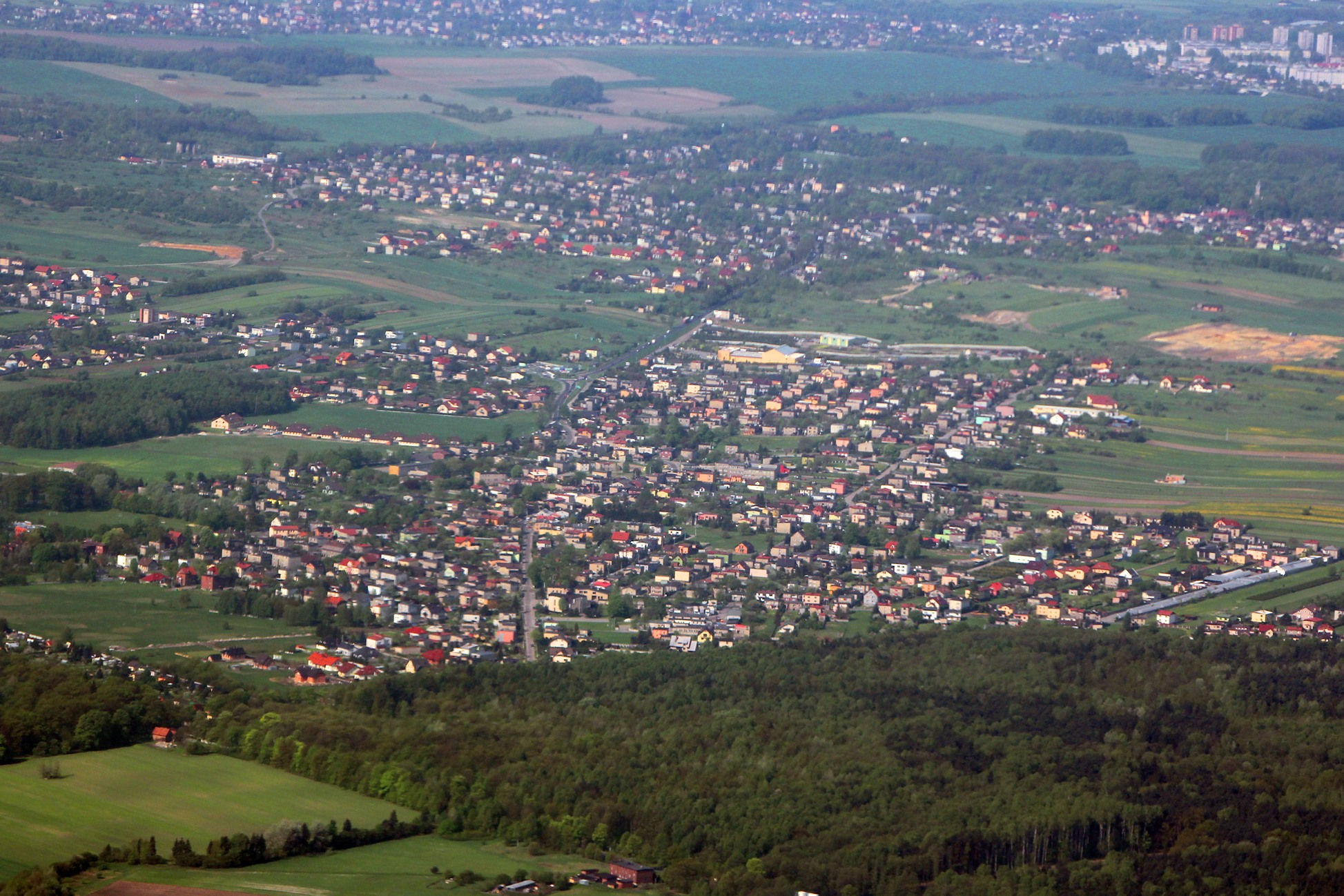
Widok z lotu ptaka na Świerklaniec
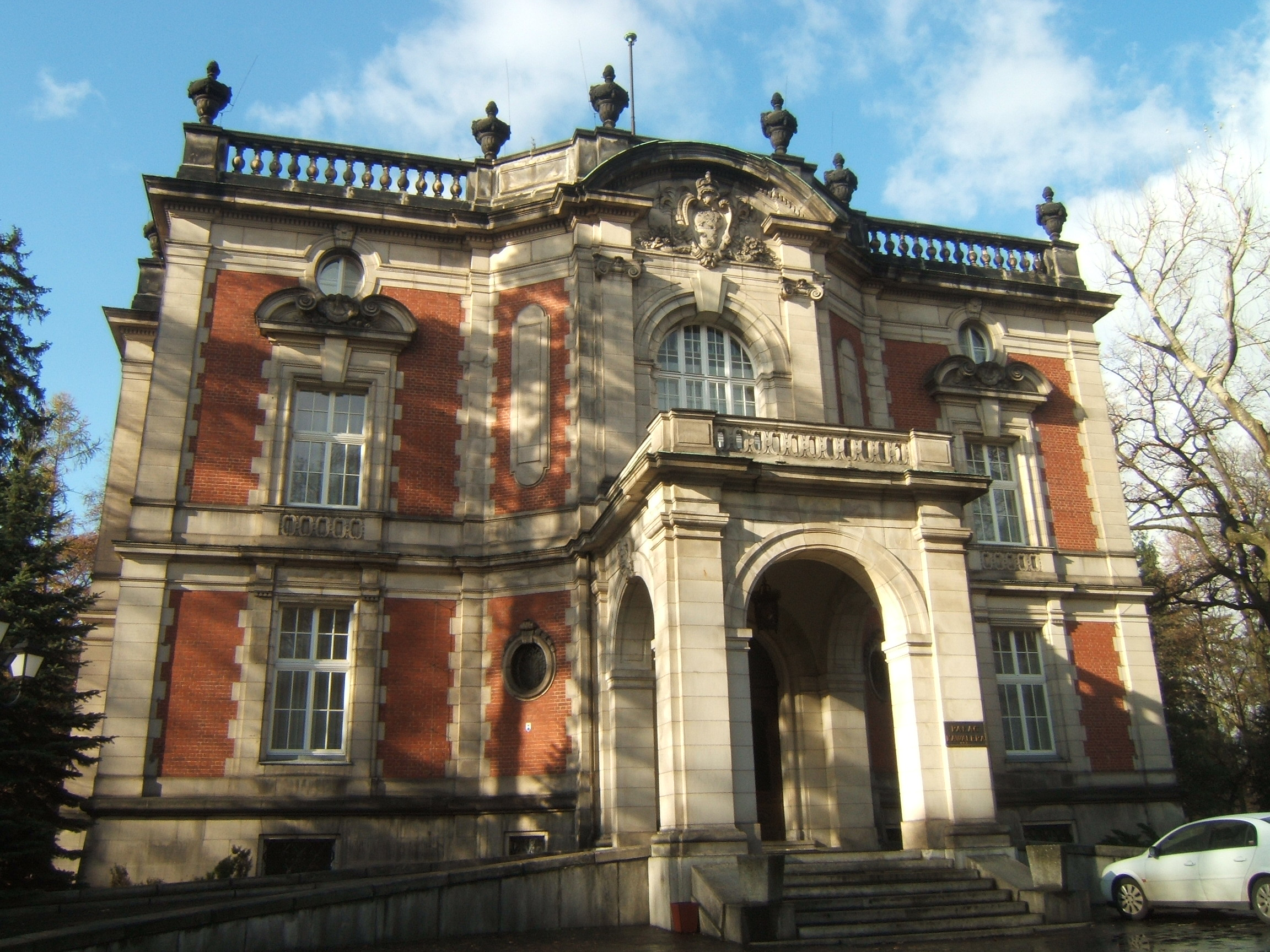
Pałac Kawalera
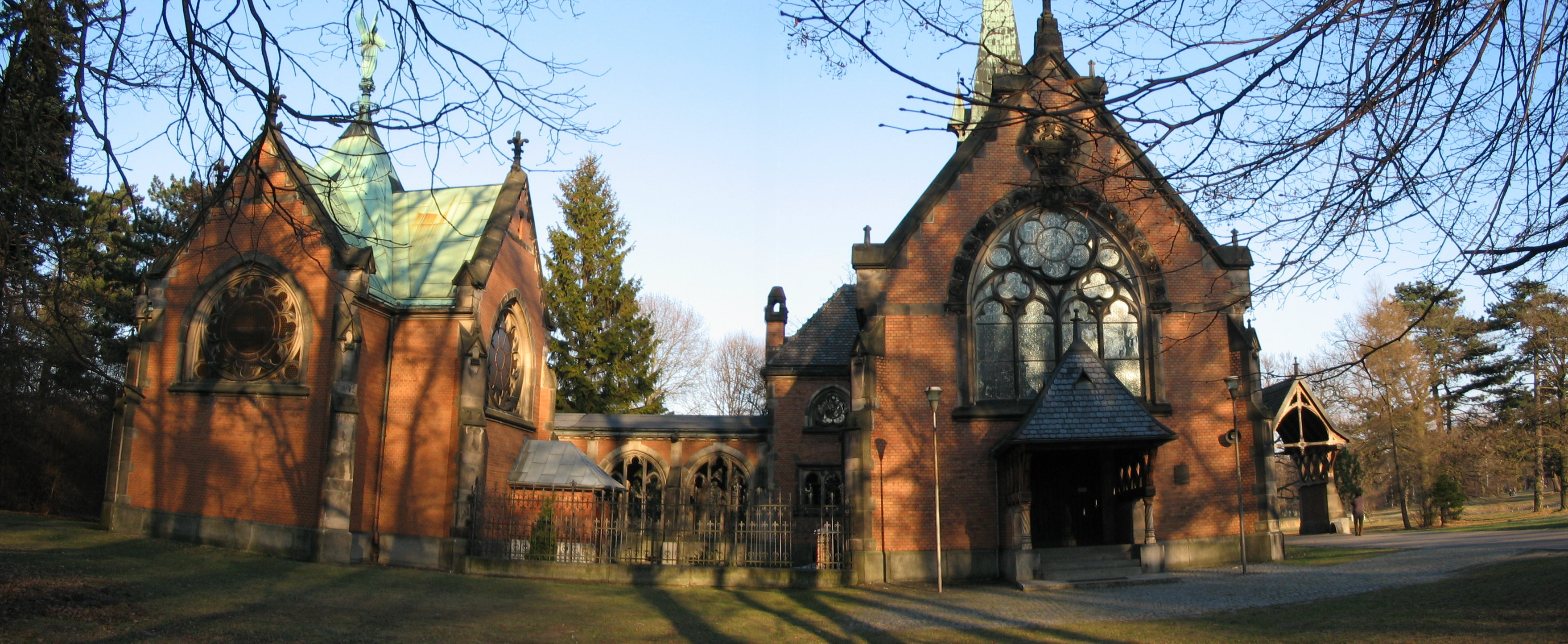
Kościół w parku pałacowym

## Osoby urodzone w Świerklańcu
W Świerklańcu urodzili się aktorka Dorota Pomykała, artysta plastyk Leszek Lewandowski, piłkarz Dawid Jarka oraz Joachim Brudziński – w latach 2018–2019 minister spraw wewnętrznych i administracji. Również w Świerklańcu urodzili się niektórzy z rodu Henckel von Donnersmarck tacy jak: Karol Łazarz Henckel von Donnersmarck, Gustaw Adolf Henckel von Donnersmarck, Erdmann Gustaw Henckel von Donnersmarck, Karol Maksymilian Henckel von Donnersmarck, Leon Maksymilian Henckel von Donnersmarck, 

## Wspólnoty wyznaniowe
- Kościół rzymskokatolicki:
  - parafia Chrystusa Króla
- Świadkowie Jehowy:
  - zbór, Sala Królestwa[10].